# 모바비 비디오 컨버터
모바비 비디오 컨버터(Movavi Video Converter)는 비디오, 오디오 및 그래픽 파일을 다른 형식으로 변환하는 상용 소프트웨어이다. DVD를 추출하고, 변환된 파일을 사용자의 아이튠즈 라이브러리로 전송하는 데 사용할 수도 있다.

## 기능
- 180개	이상의 멀티미디어 형식 지원
- 기본 편집 도구 : 자르기, 회전, 품질 개선
- 외부의 자막 추가, 독립 파일 수출
- 비디오에서 GIF(움짤) 파일 제작
- 필요한 폴더에서 자동 변환
- 연결된 장치의 유형 자동 확인 및 변환 프로필 선택
- SuperSpeed 변환 기능: 빠른 손실 없는 변환[3]

이 프로그램은 인텔 하드웨어 가속화뿐만 아니라 NVIDIA CUDA 및 NVENC 기술을 지원한다. 모바비 비디오 컨버터 18 버전부터 프로그램은 두 개의 버전 (Movavi Video Converter, Movavi Video Converter Premium)으로 들어온다. 편집 도구, H.265 코덱 지원의 접근이 Movavi Video Converter Premium 버전에만 있다. 모바비 비디오 컨버터 19 버전에 변환 없이 동영상 자르기, 회전 기능 및 AMD Radeon 그래픽 카드 가속 지원이 추가되었다.

## 지원된 포맷[5]
- 입력
- 비디오 : 3G2, 3GP, ASF, AVCHD, AVI, DivX, DVD, FLV, M2TS, TS, MTS, TTS, M2T, MKV, MOV, QT, MP4, M4V, MPG, MPEG, MPE, M1V, VOB, DAT, MOD, TOD, VRO, MXF, OGV, RM, RMVB, SWF, WebM, WMV, WTV
- 오디오 : AAC, AC3, AIF, AIFF, APE, AU, SND, F4A, FLAC, M4A, M4B, M4R, MKA, MP3, OGG, Opus, WAV, WMA
- 이미지 : APNG, BMP, DPX, GIF, JPEG (.jpeg, .jpg, .jp2, .jls), Netpbm 형식 (.pam, .pbm, .pgm, .ppm), PCX, PNG, PTX, SGI, TGA, TIFF, WebP, XBM, XWD
- 자막 유형 : SSA, SRT, ASS, DVD Sub, DVB Sub, DVB Teletext, Text, X-Sub, Mov text sub, HDMV PGS Sub, Microdvd, Eia-608, JACOSub, Subviewer, Sami, Realtext, Subrip, WebVTT, MPL2, VPlayer, PJS
- 출력
- 비디오 : 3G2, 3GP, ASF, AVI, FLV, M2TS, MKV, MOV, MP4, M4V, MPG, VOB, MXF, OGV, SWF, WebM, WMV
- 오디오 : AAC, AC3, AIFF, AU, F4A, FLAC, M4A, M4B, M4R, MKA, MP3, OGG, WMA, WAV
- 이미지 : BMP, GIF, JPEG (.jpg), PNG, TIFF

## 평가
이 프로그램은 주로 긍정적인 피드백을 받았다. 그러나 '온라인 비디오를 다운로드하고 변환된 비디오를 DVD로 굽는 기능'이 부족하다고 하는 리뷰도 있다.

## 같이 보기
- 모바비 비디오 에디터